# Валлон, Анри
Анри́ Валло́н (фр. Henri Wallon; 15 июня 1879 — 1 декабря 1962) — французский психолог, нейропсихиатр, педагог, философ, общественный и политический деятель левого толка.
Внук Анри-Александра Валлона, которого иногда называли «отцом» Третьей республики во Франции. Будучи убеждённым марксистом, Анри Валлон совмещал общественно-политический активизм и научные разработки в сфере психологии развития.

## Биография
Научную работу начал в области психиатрии. До 1931 года работал в знаменитой клинике Сальпетриер, там же заинтересовался психологией раннего возраста. В 1908 году защитил докторскую диссертацию по медицине «Мания преследования», в 1925 году — вторую диссертацию «Стадии и расстройства психомоторного и двигательного развития ребенка». В 1920—1937 годах преподавал детскую психологию в Сорбонне. С 1937 года вёл исследовательскую и преподавательскую деятельность в Коллеж де Франс, где специально для него была образована кафедра психологии и воспитания ребёнка.
В 1931 году вступил в Социалистическую партию (СФИО). Принимая участие в Движении Сопротивления в годы Второй мировой войны, пришёл к выводу, что его основной силой являются коммунисты и в 1942 году вступил во Французскую коммунистическую партию. В качестве её представителя избирался секретарём Министерства образования и молодёжи Франции (1944), а затем депутатом парламента Франции (1945—1946). Являясь депутатом от ФКП, совместно с другим учёным-коммунистом Полем Ланжевеном возглавлял комиссию по реформированию образования страны, разработавшую «план Ланжевена-Валлона».

## Психологические взгляды
Опираясь на патопсихологические (клинические) и экспериментальные данные, осмысленные в свете философии диалектического материализма, Валлон выдвинул ряд концепций. Наибольшую известность приобрели его исследования о связи действий с познанием («От действия к мысли», 1942), а также разработанная им схема онтогенетических стадий в развитии эмоциональных и познавательных сфер личности. Работы Валлона повлияли на психологию не только во Франции, но и в ряде других стран (Польша, Италия, Швейцария, Бельгия).
М. В. Гамезо, Е. А. Петрова и Л. М. Орлова приводят следующие стадии развития личности по Валлону:
- 1. Стадия внутриутробной жизни. Плод полностью зависит от материнского организма
- 2. Стадия моторной импульсивности (до 6 месяцев). На основе потребностей младенца в пище и движении формируются простейшие условные рефлексы.
- 3. Эмоциональная стадия (6 месяцев — 1 год). Посредством мимики и жестов ребёнок создаёт систему отношений с близкими людьми, в первую очередь матерью.
- 4. Сенсомоторная стадия (1—3 года). Сформированные навыки хождения и речи, ориентировочный рефлекс распространяют внимание малыша к миру за пределы узкого круга взрослых.
- 5. Стадия персонализма (3—5 лет). В ходе кризиса трёх лет у ребёнка появляется чувство собственного «Я»; распадается на 2 периода:

а) период негативного персонализма: «Я» проявляется в демонстративной самостоятельности;
б) период позитивного персонализма: «Я» проявляется в тяге быть центром внимания, сопровождается привязанностью и подражанием другим людям.
- 6. Стадия различения, иначе называемая категориальная стадия[3] (6—11 лет). Расширение круга отношений ребёнка порождает стремление к социальным достижениям; прогрессируют умственные способности.
- 7. Стадия полового созревания и юношества. Развитие носит дисбалансированный, противоречивый характер; действия во многом направляются идеалами; развиваются самооценка и самоанализ.

Следует подчеркнуть, что в своих работах Валлон лишь намечал периодизацию психического развития, из-за чего выделение и возрастные границы стадий у других авторов (например, у Л. Ф. Обуховой), могут несколько отличаться.